# Superliga Série C (maschile)
La Superliga Série C è la terza divisione del campionato brasiliano maschile di pallavolo: al torneo partecipa un numero variabile di club brasiliane; determina i club promossi in Superliga Série B.

## Albo d'oro
| Anno          | Podio            | Podio         | Podio                             |
| Campione      | Seconda          | Terza         |                                   |
| ------------- | ---------------- | ------------- | --------------------------------- |
| 2018 Dettagli | Escola do Corpo  | Fundecc       | AABB Rio de Janeiro Índios Guarus |
| 2019 Dettagli | Índios Guarus    | Caramuru      | Anápolis                          |
| 2020 Dettagli | Tijuca           | Vila Nova     | Amavolei                          |
| 2021 Dettagli | Instituto CUCA   | ABCD          | Minas Náutico                     |
| 2022 Dettagli | Neurologia Ativa | Minas Náutico | Hien Kan Karatê                   |

## Palmarès
| Squadra          | Titolo | Edizione |
| ---------------- | ------ | -------- |
| Escola do Corpo  | 1      | 2018     |
| Índios Guarus    | 1      | 2019     |
| Tijuca           | 1      | 2020     |
| Instituto CUCA   | 1      | 2021     |
| Neurologia Ativa | 1      | 2022     |